# Gedeon Fritz
Gedeon Michael Fritz (* 13. Juli 1892 in Mittelberg; † 18. Juli 1950 ebenda) war ein österreichischer Politiker (CSP/ÖVP) sowie Land- und Gastwirt. Er war von 1932 bis 1934 sowie von 1945 bis 1949 Abgeordneter zum Vorarlberger Landtag.

## Ausbildung und Beruf
Fritz besuchte von 1898 bis 1901 die einklassige Volksschule in Mittelberg und danach von 1901 bis 1906 die einklassige Notschule in Mittelberg-Bödmen. Er absolvierte von 1906 bis 1908 die Privathandelsschule Feldkirch und arbeitete im Anschluss ab 1908 im elterlichen Unternehmen als Land- und Gastwirt, wobei er das Gasthaus „Zur Gemse“ führte. Er leistete 1913 seinen Militärdienst ab und war während des Ersten Weltkriegs zwischen 1915 und 1918 an der russischen und italienischen Front eingesetzt.

## Politik und Funktionen
Fritz war in der Zwischenkriegszeit Mitglied der Christlichsozialen Partei und als Gemeindevertreter in Mittelberg aktiv. Er gehörte diesem Gremium zwischen 1919 und 1938 an und war von 1929 bis 1936 1. Gemeinderat und Ortsvorsteher. Danach übte er von 1936 bis 1938 die Funktion des Bürgermeisters aus. Zudem war er vom 22. November 1932 bis zum 13. November 1934 Abgeordneter zum Vorarlberger Landtag und Mitglied im Landwirtschaftlichen Ausschuss. 1938 wurde er für 18 Tage in „Schutzhaft“ genommen.
Auch nach dem Zweiten Weltkrieg war er von 1945 bis 1950 Mitglied der Gemeindevertretung und Bürgermeister der Gemeinde Mittelberg, wobei er die Referate der Präsidial- und Personalangelegenheiten, des Polizeiwesens, des Finanzwesens, des Schulwesens, des Straßen- und Verkehrswesens und des Fremdenverkehrs führte. Als Abgeordneter des Wahlbezirkes Bregenz gehörte er dem Vorarlberger Landtag vom 11. Dezember 1945 bis zum 24. Oktober 1949 neuerlich an. Er war zwischen 1945 und 1949 Mitglied im Finanzausschuss.
Fritz war Mitglied im Kirchenchor Mittelberg, Mitglied der Musikkapelle, Mitglied im Theaterverein Mittelberg, Mitglied der Freiwilligen Feuerwehr Mittelberg und Obmann des Krieger- und Kameradschaftsvereins.
Gedeon Fritz starb am 18. Juli 1950, nur wenige Tage nach Vollendung seines 58. Lebensjahres. Er fand seine letzte Ruhestätte auf dem Friedhof bei der Pfarrkirche Mittelberg, wo sein Grab erhalten ist.

## Privates
Fritz’ Vater, Karl Ludwig Norbert Fritz (1859–1917) war Gastwirt, Landwirt und Ortsvorsteher von Mittelberg, seine Mutter Maria Katharina Fritz (1851–1924), geborene Kessler, stammte ebenfalls aus Mittelberg. Fritz heiratete am 11. April 1921 Maria Anna Fritz (1891–1969) und wurde Vater von drei Söhnen und einer Tochter, die zwischen 1922 und 1927 geboren wurden.

## Auszeichnungen
- Kleine Silberne Tapferkeitsmedaille (Erster Weltkrieg, zweimal verliehen)
- Bronzene Tapferkeitsmedaille (Erster Weltkrieg, zweimal verliehen)
- Karl-Truppenkreuz (Erster Weltkrieg)
- Ehrenbürger der Gemeinde Mittelberg (1949)
- Ehrenobmann des Kameradschaftsbundes Kleinwalsertal